# Селтьярнарнес

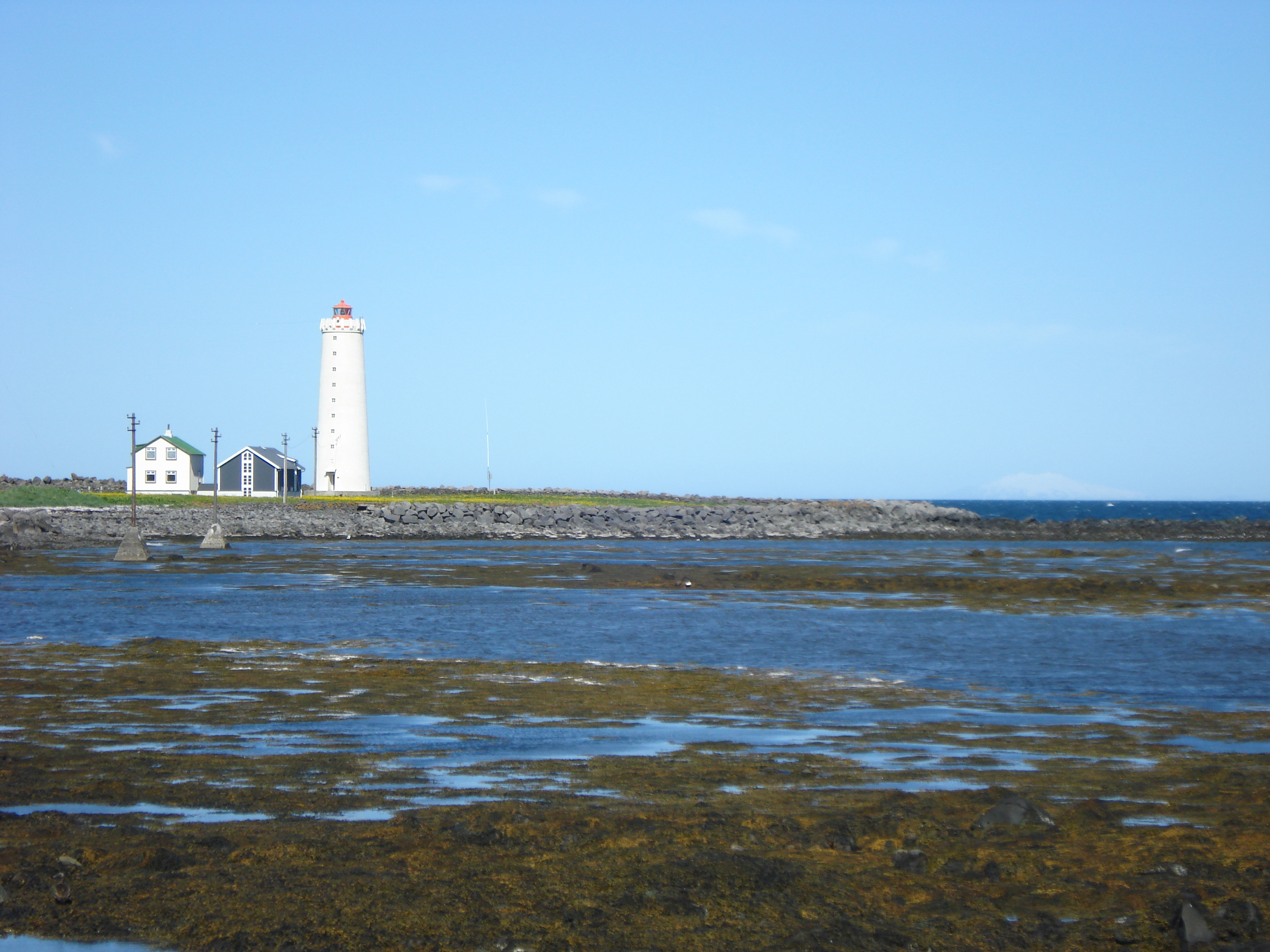
Вид на острівець «Гротта» (Grótta) з маяком збудованим у 1897 році. Гротта — найвіддаленіша кінцівка миса (півострова), на якому розташоване м. Селтьярненес. Під час морського відпливу, Гротту з'єднує зі сушею 300 метровий перешийок «Гроттугранді».

Селтьярнанес (ісл. Seltjarnarnes, у розмовній ісландській мові зазвичай ісл. Seltjarnes, Сельтьярнес) — місто в Ісландії, в межах Великого Рейк'явіка. Населення — 4590 жителів (2017). Адміністративно поселення Селтьярнанес сформувалося зразу ж після Другої світової війни і формально було утворене як місто у 1947 році. Розкинулося на мисі (ісл. nes, мис), на якому розташоване озерце Сельтьйортн (ісл. Seltjörn), звідки й пішла назва міста й однойменного миса. Це — найменший за територією муніципалітет в Ісландії — 2 km².
Більша частина меж міста — це лінія морського берега (через те, що поселення розташоване на півострові). На суші Сельтьряненес межує із західною частиною м. Рейк'явіка, де вони фактично злилися в один мегаполіс. Основна забудова міста — одно- або двоповерхові приватні будинки.
В місті діють дві школи Міраргусасколі та Вальгусасколі. Сельтьярненес відомий острівцем «Гротта», де діє природний заповідник і розташовано маяк.
Права ісландська «Партія Незалежності» завжди домінувала в міській раді впродовж новітньої історії з часів перших виборів у 1962 році. На останніх виборах в травні 2006 року, «Партія Незалежності» виборола 67,2% голосів і 5 зі 7 членів міської ради. Мером міста сьогодні є жінка Асгердур Галдорсдоттір.